# Karl Friedrich Rammelsberg
Karl Friedrich August Rammelsberg (ur. 1 kwietnia 1813 w Berlinie, zm. 28 grudnia 1899 w Gross Lichterfelde) – niemiecki mineralog, krystalograf i chemik.

## Życiorys
Po stażu w dziedzinie farmacji studiował chemię i krystalografię na Uniwersytecie w Berlinie, gdzie jego nauczycielami byli m.in. Eilhard Mitscherlich, Heinrich Rose, Christian Samuel Weiss i Gustav Rose. Jego praca dyplomowa z 1837 roku dotyczyła cyjanu i była zatytułowana „De cyanogenii connubiis nonnullis”. W 1841 roku został privatdozentem uniwersytetu, a w 1845 roku profesorem chemii nieorganicznej. Od 1850 roku prowadził zajęcia w Gewerbeakademie, akademii kształcenia zawodowego, która była poprzednikiem Uniwersytetu Technicznego w Berlinie. W 1874 roku został profesorem chemii na uniwersytecie, a w 1883 roku dyrektorem laboratorium chemii nieorganicznej.
Wyróżnił się badaniami w dziedzinie mineralogii, krystalografii, chemii analitycznej i metalurgii. Opisał działanie redukujące kwasu podfosforowego i był pierwszym naukowcem, który określił skład soli Schlippego. Ponadto wniósł znaczący wkład w badania dotyczące izomorfizmu. Opisał magnezjoferryt i tachyhydryt. Na jego cześć został nazwany minerał rammelsbergit.
Był jednym z członków założycieli Deutsche Chemische Gesellschaft (Niemieckiego Towarzystwa Chemicznego) w Berlinie w 1867 roku i został wybrany do zarządu w 1870, 1872 i 1874 roku.